# Marko Docić
Marko Docić (Kirin Serbia: Марко Доцић; sinh 21 tháng 4 năm 1993) là một tiền vệ bóng đá Serbia thi đấu cho Čukarički.